# Station Gniezno Winiary
Station Gniezno Winiary is een spoorwegstation in de Poolse plaats Gniezno.